# Józef Klose (polityk)
Józef Marian Klose (Klosse) (ur. 15 stycznia 1911 w Tarnowie, zm. 8 września 1999) – polski działacz komunistyczny i funkcjonariusz służb bezpieczeństwa, przewodniczący Prezydium Miejskiej Rady Narodowej w Tarnowie (1958–1971).

## Życiorys
Syn Józefa i Tekli. W okresie międzywojennym działał w tarnowskich oddziałach Komunistycznego Związku Młodzieży Polski i Komunistycznej Partii Polski, od 1935 do 1937 był więziony z tej racji. W trakcie II wojnie światowej przebywał na terenach okupowanych przez ZSRR, w 1942 trafił na roboty przymusowe do III Rzeszy.
Od lipca 1945 do sierpnia 1947 pracował w organach bezpieczeństwa Polski Ludowej, w styczniu 1946 odbył kurs Szkoły Specjalnej przy Wojewódzkim Urzędzie Bezpieczeństwa Publicznego w Krakowie. Początkowo był oficerem śledczym i sekretarzem w Powiatowym Urzędzie Bezpieczeństwa Publicznego w Dąbrowie Tarnowskiej, a w 1945 p.o. kierownika PUBP w Nowym Targu. W 1946 został p.o. kierownika sekcji w WUBP w Krakowie, w 1947 odszedł ze służby w stopniu chorążego (ze stanowiska starszego referenta w Wydziale III WUBP). Należał do Polskiej Zjednoczonej Partii Robotniczej, uchodził za dogmatycznego komunistę. Zasiadał w Miejskiej Radzie Narodowej w Tarnowie, w 1956 bezskutecznie ubiegał się o jej przywództwo, a w latach 1958–1971 pełnił funkcję przewodniczącego jej Prezydium.
Został pochowany na Starym Cmentarzu w Tarnowie.